# Acetitomaculum ruminis
Acetitomaculum ruminis è una specie di batterio appartenente alla famiglia delle Lachnospiraceae.